# Tezaurul de la Borodino

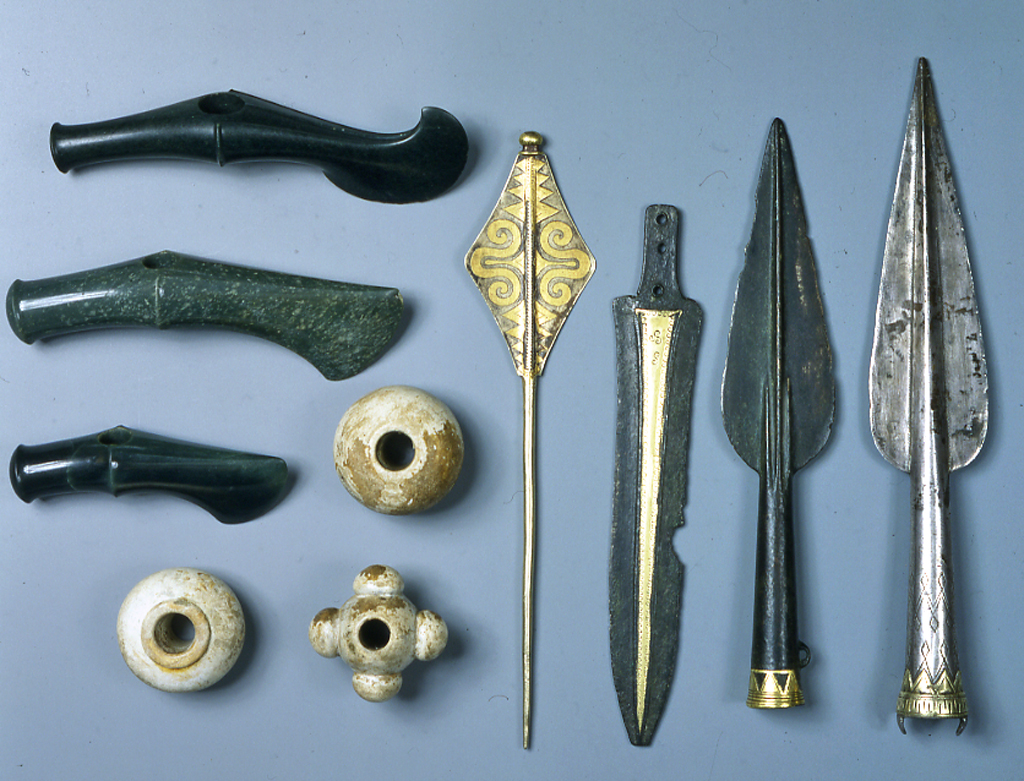
Tezaurul

Tezaurul de la Borodino este un tezaur descoperit în 1912 în preajma localității Borodino din (pe atunci, ținutul Akkerman din gubernia Basarabia, Imperiul Rus) regiunea Odesa, Ucraina.
Comoara datează de la începutul celei de-a doua jumătăți a mileniului al II-lea î.Hr. Aceasta conține preponderent arme: 6 topoare de luptă lustruite cu piatră de jad, 2 vârfuri de lance din argint și bronz, precum și o mânecă de lance, un pumnal de bronz cu o placă de aur, un ac masiv din argint ș.a.
Tezaurul a fost descoperit de țăranii locului, care l-au predat poliției. Începând din 1923, comoara se găsește la Muzeul istoric de Stat din Moscova.
Obiectele găsite aparțin diferitelor culturi: de exemplu, o caracteristică de lance aparține unei culturi din bazinul Volgăi, buzduganele sunt mai inerente Caucazului de Nord, pumnalul ține de o civilizație destul de tipică spațiului egeean, iar originea jadului este în general necunoscută. Se presupune că aceste elemente au aparținut unei singure persoane, care, cel mai probabil, le-a adunat ca urmare a unor campanii militare.

## Legături externe
- Irimia, Mihai. Sceptre de piatră inedite din județul Constanța și unele  considerații privibd legăturile vest-pontice cu Spațiul Egeean în Bronzul târziu